# Provincia Ordu
Provincia Ordu este o provincie a Turciei, situată în Regiunea Mării Negre.